# Рибальченко Валентин Володимирович
Валенти́н Володи́мирович Риба́льченко, кандидат технічних наук, професор. 
Закінчив Київський технологічний інститут легкої промисловості у 1961 році. 
Захистив кандидатську дисертацію на тему: «Исследование механизма износа текстильних материалов из химических нитей от истирания» у 1971 році. Вчене звання доцента присвоєне у 1974 році. Викладає дисципліну «Матеріалознавство» для студентів спеціальності 7.0918.20 «Взуття, шкіргалантерейні і лимарні вироби», з 1973 по 1984 рік працював деканом факультету, а з 1988 року по 2007 рік ─ завідувач кафедри МТТВ. 

## Праці
Він опублікував у фахових виданнях більш 60 наукових статей, має декілька авторських свідоцтв, підготував двох кандидатів технічних наук. 
Рибальченко — співавтор довідника «Материалы для обуви и кожгалантерейных изделий», видавництво «Техніка», Київ, 1982 рік; навчального посібника з грифом Міносвіти СРСР «Лабораторний практикум по материаловедению изделий из кожи», видавництва «Легпромбьггиздат», Москва, 1993 рік; навчального посібника з грифом МОН України «Натуральні та штучні матеріали для взуття» (2005 рік), під його редакцією створюється підручник з матеріалознавства виробів легкої промисловості.
За сумлінну працю у 1976 році нагороджений орденом «Знак Почета» (№1134162), у 2000 році йому присвоєно почесне звання «Відмінник освіти України» (посвідчення №43762).